# Quod erat demonstrandum
Quod erat demonstrandum é uma expressão em latim que significa literalmente “o que havia de ser demonstrado” ou, com uma linguagem informal, “o que ia ser demonstrado”; outras traduções mais focadas no sentido são “o que era para se demonstrar”, “como se queria demonstrar” e “o que era necessário demonstrar”. É usual aparecer no final de uma demonstração matemática com a abreviatura Q.E.D. ou na versão em português C.Q.D.. Frequentemente é substituído por um dos símbolos ■ ou □ (conhecidos como tombstone ou halmos), cujo uso foi popularizado em provas graças ao matemático Paul Halmos.